# Belle des Champs
De Belle des Champs is een Franse kaas die gemaakt wordt door de Fromageries des Chaumes in de regio aan de westelijke voet van de Pyreneeën.

De Fromageries de Chaumes zijn onderdeel van de Franse kaasproducent Bongrain SA.
De Belle des Champs is een industrieel geproduceerde kaas, de productie wordt door de producent zelf strikt gecontroleerd om een continue kwaliteit te garanderen.